# Iron Reagan
Az Iron Reagan egy amerikai crossover thrash zenekar. Tagok: Rob Skotis, Ryan Parrish, Land Phil, Mark Bronzino és Tony Foresta. Volt tagok: Paul Burnette. 2012-ben alakultak meg a virginiai Richmondban. Erős kötödésük van a Municipal Waste és Cannabis Corpse együttesekhez; Land Phill a két fent említett zenekarból jött át ide. Dalaikra nagy mértékben jellemző a humor (éppúgy, mint a fent felsorolt két együttesre). Nevük egyértelmű utalás az Iron Maiden-re, valamint Ronald Reagan amerikai elnökre. Fennállásuk alatt 3 nagylemezt jelentettek meg. Egészen a mai napig működnek.

## Diszkográfia
- Worse Than Dead (2013)
- The Tyranny of Will (2014)
- Crossover Ministry (2017)